# Antonio Maestre Hernández
Antonio Maestre Hernández (Getafe, 18 de juny de 1979) és un periodista, documentalista i tertulià de televisió espanyol.
Nascut el 1979 a Getafe, es va criar, no obstant això, a Fuenlabrada, on resideix actualment. Diplomat en Documentació per la Universitat Complutense de Madrid (UCM), va cursar estudis de postgrau en periodisme per la Universitat Rey Juan Carlos (URJC). Va treballar com a documentalista dels serveis informatius de TVE. Col·laborador a eldiario.es entre setembre de 2013 i abril de 2014 i a La Marea, ha escrit també de forma puntual per Le Monde Diplomatique i Jacobin.
Tertulià habitual en els programes de televisió El programa de Ana Rosa (T5) i La Sexta noche i Al Rojo Vivo (la Sexta), el setembre de 2019 es va anunciar la seva incorporació com a col·laborador setmanal a la secció d'opinió d'eldiario.es. Maestre va començar aquesta nova etapa en el mitjà dirigit per Ignacio Escolar amb la publicació de «Reneix el felipisme, llarga vida al pedrisme» a la secció Zona Crítica.

## Obres
- Maestre, Antonio. Franquismo S.A..  Ediciones Akal, 2019.[5]